# أنتوني جاي باتاغليا
أنتوني جاي باتاغليا (بالإنجليزية: Anthony J. Battaglia) هو قاضي ومحامي أمريكي، ولد في 10 أبريل 1949 في سان دييغو في الولايات المتحدة.